# Lương Văn Khang
Lương Văn Khang (sinh năm 1961) là Thiếu tướng Công an nhân dân Việt Nam. Ông hiện giữ chức vụ Phó tư lệnh Bộ Tư lệnh Cảnh vệ (Việt Nam) kiêm Phó trưởng ban Ban Quản lý Lăng Chủ tịch Hồ Chí Minh.

## Tiểu sử
Lương Văn Khang sinh ngày 10 tháng 3 năm 1961, người dân tộc Kinh, quê quán tại Kim Bồng - Kim Đường, huyện Ứng Hòa, Hà Nội.
Ông có bằng Cử nhân - Học viện An ninh nhân dân.
Lương Văn Khang là đảng viên Đảng Cộng sản Việt Nam.
Lương Văn Khang là Ủy viên Thường vụ, ủy viên Đảng ủy Đảng Cộng sản Việt Nam Bộ Tư lệnh Cảnh vệ.
Tháng 5 năm 2015, Đại tá Lương Văn Khang, Phó tư lệnh Bộ Tư lệnh Cảnh vệ, Bộ Công an được Thủ tướng Chính phủ Việt Nam Nguyễn Tấn Dũng bổ nhiệm kiêm giữ chức Phó trưởng ban Ban Quản lý Lăng Chủ tịch Hồ Chí Minh theo Quyết định 681/QĐ-TTg.
Tháng 5 năm 2016, Lương Văn Khang là Thiếu tướng, Phó tư lệnh Bộ Tư lệnh Cảnh vệ (Việt Nam).

## Lịch sử thụ phong quân hàm
- Đại tá Công an nhân dân Việt Nam
- Thiếu tướng Công an nhân dân Việt Nam (năm 2015)